# Цончо Чапанов
 Цончо Костов Чапанов е български учен, първият българин стъпил в Антарктида.

## Биография

### Младежки години (1930 – 1966)
Роден е на 9 август 1930 г. в Ботевград. Завършва с отличие Ботевградската гимназия. През 1953 г. завършва физика, специалност метеорология. От 1957 г. е научен сътрудник, ръководител на лаборатория по радиосондажи към Централното управление на хидрометеорологичната служба (ХМС) при БАН.

### Изследователска дейност (1967)
През 1967 г. е включен в състава на XII Съветска антарктическа експедиция като част от международен екип, в който влизат също учени от Чехословакия, Полша, Унгария и САЩ. На 19 януари отпътува със самолет от Ленинград през Индия, Индонезия до Австралия, откъдето с ледоразбивача „Об“ пристига в съветската полярна база Мирни. На 3 февруари 1967 г. българското знаме за първи път се развява на Ледения континент в съответствие с протокола на Договора за Антарктика.
Чапанов извършва научни изследвания на тропопаузата – атмосферен слой, разположен между тропосферата и стратосферата, имащ важно значение за безопасността на въздушните полети. Посещава полярните бази Мирни, Новолазаревская и Молодьожная. Поради екстремни атмосферни условия част от състава на Антарктическата експедиция в т.ч. и Цончо Чапанов е принуден да се завърне на 6-ия месец от предвидения 18-месечен престой.

### Последни години (1968 – 1971)
Няколко години по-късно Чапанов заболява тежко и след продължително боледуване умира от бъбречна недостатъчност на 16 юни 1971 г. на 40-годишна възраст. Погребан е в 15-и парцел на Централните софийски гробища.

## Памет
С указ на Президента на Република България от 31 май 2016 г. на името на първия български полярник е наименуван връх Цончо Чапанов на Антарктическия полуостров в Антарктида.

## Научни публикации
- Върху някои характерни черти на температурния режим на атмосферата над Западна България. Хидрология и метеорология, кн.2/1966, стр.29 – 41
- Някои черти на лятото в ниската и средната стратосфера. Изв. на Института по хидрология и метеорология, т.IX, 1966, с. 5 – 18 (съавтор)
- Режим на температурните инверсии в Софийско и влиянието им върху замърсяването на атмосферния въздух със серен двуокис. Изв. на Института по хидрология и метеорология. т.XIII, 1968, с. 103 – 146 (съавтор)
- Температурен режим на свободната атмосфера над София. В: ИИХМ, т.II, 1961, с.209 – 206
- Заключения от предварителните опити по изследване на конвективната деятелност с помощта на акселерограф и самолет. Хидрология и метеорология, т.4, 1955, с.79 – 81
- Вертикален градиент на температурата в ниските слоеве на атмосферата през топлото полугодие. Хидрология и метеорология, т.4, 1961, с.15 – 27
- Някои закономерности на вятъра във височина. Хидрология и метеорология, т.4, 1962, с.33 – 40.